# Стрибки у воду на Європейських іграх 2023 — командні змагання
Змагання зі командних стрибків у воду на Європейських іграх 2023 відбулись 22 червня.

## Результати[1]
| Місце | Країна          | Спортсмени                                                                      | Очки  | Очки  | Очки  | Очки  | Очки  | Очки  | Очки    |
| Місце | Країна          | Спортсмени                                                                      | С1    | С2    | С3    | С4    | С5    | С6    | Загалом |
| ----- | --------------- | ------------------------------------------------------------------------------- | ----- | ----- | ----- | ----- | ----- | ----- | ------- |
| 1     | Україна         | Ксенія Байло Данило Коновалов Ганна Письменська Олексій Середа                  | 60.75 | 68.25 | 72.00 | 72.00 | 91.80 | 73.50 | 438.30  |
| 2     | Італія          | Сара Джодойн Ді Марія Лоренцо Марсалья К'яра Пеллакані Едуард Тімбретті Гугіу   | 64.50 | 61.25 | 64.50 | 60.80 | 72.00 | 75.20 | 398.25  |
| 3     | Іспанія         | Валерія Антоліно Альберто Аревало Росіо Велазкес Ролдан Карлос Камачо Дель Гойо | 50.40 | 68.40 | 67.50 | 62.35 | 62.40 | 70.40 | 381.45  |
| 4     | Німеччина       | Тімо Бартель Лена Гентшель Морітц Васеманн Крістіна Вассен                      | 36.00 | 89.30 | 66.00 | 56.00 | 59.40 | 70.40 | 377.10  |
| 5     | Франція         | Жульєт Ланді Жуль Боєр Джейд Жіллє Алексі Жандар                                | 47.25 | 69.75 | 46.20 | 39.20 | 67.20 | 72.00 | 341.60  |
| 6     | Норвегія        | Каролін Купка Ісак Борслєн Гелле Туксен                                         | 48.60 | 48.05 | 58.50 | 47.85 | 67.20 | 33.60 | 303.80  |
| 7     | Велика Британія | Дешерн Бент-Ашмейл Бенджамін Кутмор Роббі Лі Іден Ченг                          | 42.00 | 61.25 | 61.50 | 0.00  | 0.00  | 67.20 | 231.95  |
| 8     | Вірменія        | Аліса Захарян Владімір Арутунян Арман Енокян Марат Грігорян                     | 0.00  | 49.00 | 40.50 | 42.05 | 52.80 | 31.50 | 215.85  |
| 9     | Греція          | Теофіліс Афтінос Ставрула Чалему Грігоріос Мітроу Атанасіос Цірікос             | 0.00  | 0.00  | 46.20 | 0.00  | 0.00  | 40.85 | 87.05   |